# Jonas Savimbi

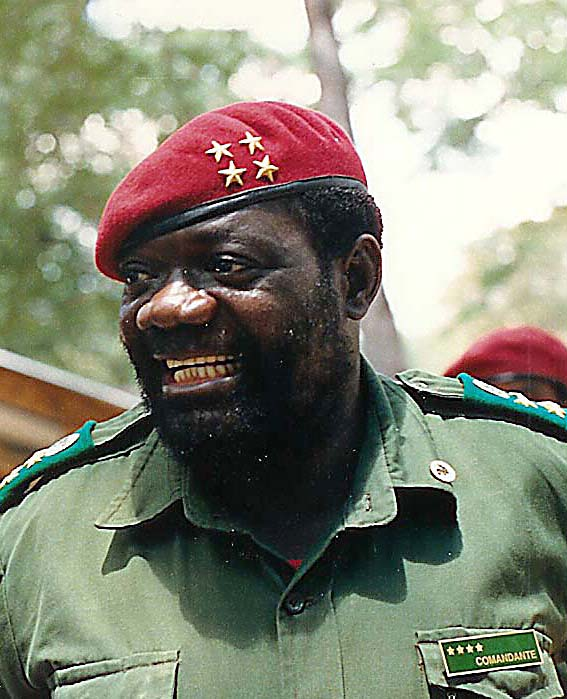
Jonas Savimbi (1989).

Jonas Malheiro Savimbi, född 3 augusti 1934 i provinsen Bié, Angola, död 22 februari 2002 i provinsen Moxico, Angola, var en angolansk rebelledare, panafrikanist och politiker. Han grundade och ledde "União Nacional para a Independência Total de Angola", UNITA (sv. Nationella unionen för Angolas fullständiga självständighet).

## Biografi
Efter utropandet av självständigheten den 11 november 1975 besegrades Savimbis och José Gilmore Holden Robertos trupper av det kommunistiska MPLA, vilket tvingade Savimbi att gå i exil i Zaire. Han startade sedan beväpnade paramilitära grupper med bas i norra Namibia (dåvarande Sydvästafrika som kontrollerades av Sydafrika). Dessa rebellgrupper satte igång ett långvarigt och blodigt inbördeskrig i Angola. UNITA erhöll finansiellt stöd och militär rådgivning från den dåvarande apartheidregimen i Sydafrika.
År 1991 godkände Savimbi en vapenvila med regeringspartiet MPLA. Efter UNITA:s angrepp mot 1992 års val, vilka förmodligen hade gett MPLA segern, återupptogs den väpnade konflikten som pågick ända fram till vapenvilans "officiella" sammanbrott 1994. Ett år senare erkände UNITA sitt nederlag och avslutade inbördeskriget. 1997 integrerades UNITA i en enad regering, men enbart för att året därpå bryta freden mellan MPLA och UNITA och återfalla i samma gamla tillstånd av gerillakrigföring.
Savimbi dödades i strider med regeringssidans styrkor 2002.